# Anni di cani
Anni di cani (Hundejahre, 1963) è un romanzo dello scrittore tedesco Premio Nobel Günter Grass. È il terzo volume della cosiddetta "Trilogia di Danzica", dopo Il tamburo di latta (Die Blechtrommel, 1959) e Gatto e topo (Katz und Maus, 1961).

## Contenuto
Il libro è suddiviso in tre parti: "Primi turni" ("Frühschichten"), "Lettere d'amore" ("Liebesbriefe") e "Materniadi" ("Materniaden"). Tre diversi narratori (rispettivamente Brauksel, Harry Liebenau e Walter Matern) ripercorrono, concentrandosi sulle vicende dei due protagonisti Walter Matern e Eddi Amsel, un abbondante trentennio di storia tedesca (all'incirca dal 1917 al secondo dopoguerra).

## Edizioni italiane
- Anni di cani, trad. di Enrico Filippini, Collana I Narratori n.85, Milano, Feltrinelli, maggio 1966, pp.561; Collana UEF n.786, Milano, Feltrinelli, ottobre 1977-2021, ISBN 978-88-078-0786-2.